# Bryobium retusum
Bryobium retusum är en orkidéart som först beskrevs av Carl Ludwig von Blume, och fick sitt nu gällande namn av Yan Peng Ng och Phillip James Cribb. Bryobium retusum ingår i släktet Bryobium och familjen orkidéer. Inga underarter finns listade i Catalogue of Life.